# 1672 Gezelle
Gezelle (asteróide 1672) é um asteróide da cintura principal, a 2,3179298 UA. Possui uma excentricidade de 0,2711974 e um período orbital de 2 071,71 dias (5,67 anos).
Gezelle tem uma velocidade orbital média de 16,70119509 km/s e uma inclinação de 1,06056º.
Esse asteróide foi descoberto em 29 de Janeiro de 1935 por Eugène Delporte.